# Карибська мова

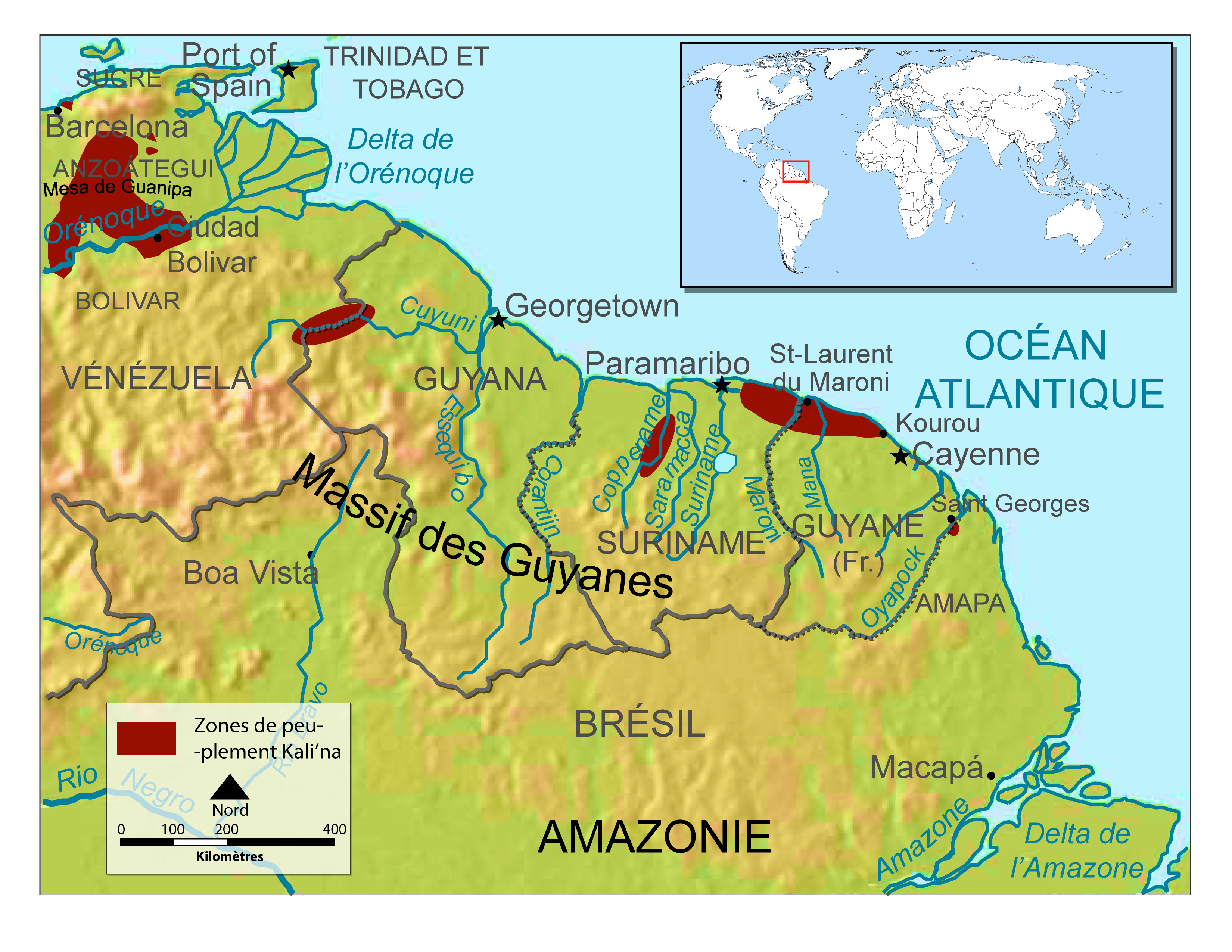
Поширення карибської мови.

Карибська мова (галібі, калінья, Kaliña, cariña) — мова індіанців каліна, які проживають на території від сходу Венесуели до Французької Гвіани та прикордонних районів Бразилії.

## Діалекти
На території розселення карибів розташовується п'ять країн з різними державними мовами, що відбивається на діалектах й орфографічних відмінностях різних груп індіанців, в різних дослідженнях виділяють від 15, у венесуельських, до 35 фонем у східно-суринамських карибів.

## Історія вивчення
Перші відомості про карибську мову були опубліковані в 1655 році французьким єзуїтським місіонером П'єром Пелепра (1606—1667), у 18 столітті був складений перший франко-карибський словник. У 1931 році був виданий фундаментальний карибсько-нідерландський словник.